# Friedrich Geisler
Friedrich Geisler (ur. 25 października 1636 w Raszowie, zm. 21 kwietnia 1679 w Lipsku)  – niemiecki prawnik, rektor Uniwersytetu w Lipsku.

## Życiorys
Urodził się 25 października 1636 w Raszowie. W tej podkamiennogórskiej wsi spędził dzieciństwo. Nie znamy jego rodzeństwa, a o rodzicach wiemy tylko tyle, że należeli do niskiego stanu społecznego. Po zakończeniu edukacji w gimnazjum św. Elżbiety we Wrocławiu, rozpoczął studia uniwersyteckie w Lipsku. Tam w 1661 uzyskał akademicki stopień magistra filozofii. W 1665 ukończył studia prawnicze i uzyskał zezwolenie na nauczanie. Jako doktor prawa znany jest od 1667. Trzy lata później w 1670 Friedrich Geisler został piątym profesorem fakultetu prawniczego na uniwersytecie lipskim, a w 1675 profesorem instytutu. W semestrze zimowym 1674/1675 pełnił obowiązki rektora tej uczelni. Jego żoną była Christina Magdalena Franckenstein (1659-1726), córka pedagoga, filologa i profesora historii Christiana Friedricha Franckensteina. Prof. dr Friedrich Geisler zmarł 21 kwietnia 1679 w Lipsku, mając zaledwie 43 lata. 25 kwietnia pochowano go w dominikańskim kościele klasztornym św. Pawła, który od powstania uniwersytetu lipskiego w 1409 był przez stulecia miejscem pochówku dla jego wykładowców. Świątynia ta w czasie II wojny światowej nie doznała zbyt wielkiego uszczerbku, mimo to władze komunistycznego państwa niemieckiego (NRD) podjęły decyzję o jej zburzeniu w dniu 30 maja 1968 roku.

## Wybrane publikacje
- Disputatio de nominum mutatione Et Anonymis Scriptoribus, Leipzig 1679
- Recensus Axiomatum Philosophico-Iuridicorum, Leipzig 1678
- Dissertatio Iuridica De Defensione Rei In Criminalibus, Leipzig 1678